# Theodore Poulakis
Theodore Poulakis ( en griego: Θεόδωρος Πουλάκης ; 1622-1692) fue un pintor y maestro del Renacimiento griego. Se le considera el padre de la Escuela Heptanesa y uno de los pintores más prolíficos de la Creta veneciana. Poulakis fue miembro de la Escuela Cretense, su contemporáneo fue Emmanuel Tzanes. Emmanuel Tzanes y Poulakis fueron pintores activos de la Escuela Cretense hasta que Candia, entró en guerra con los otomanos alrededor de 1649. Candia cayó finalmente, tras veinte años de asedio, en 1669. Poulakis se estableció en la isla de Corfú. Stephanos Tzangarolas fue otro pintor famoso en Corfú en la misma época. Las obras de Poulakis se comparan con las de Andreas Pavias y Georgios Klontzas. Las obras de Poulakis presentan cualidades de la escuela veneciana. Se conservan más de 130 cuadros suyos, que se pueden encontrar en todo el mundo.

## Historia
Poulakis nació en Chania, Creta. Era hijo de Antonios. Estaba casado y tenía dos hijos, Vittirous y Eleni. A los veinticuatro años ya vivía en Venecia. Allí permaneció trece años, hasta 1657. Su hijo fue bautizado en Venecia en 1646 y su hija dos años después. Fue miembro del consejo de Quaranta. Los famosos pintores griegos Philotheos Skoufos, Emmanuel Tzanes, Konstantinos Tzanes e Ioannis Moskos vivían en Venecia en esa época. Poulakis fue miembro de la Hermandad Griega de Venecia en 1654.
En 1657, Poulakis emigró a Corfú. Firmó un contrato de seis años para enseñar pintura a Tzorzi, hijo de Marinos Damistras. Según el contrato, Tzorzi debía seguir a Poulakis a cualquier lugar al que fuera, incluida Venecia. Philotheos Skoufos fue testigo de Poulakis en un asunto legal hacia 1666. Poulakis viajó a Cefalonia, donde pintó. En 1671 estaba de vuelta en Venecia, un año más tarde fue elegido miembro de la Quaranta e Gionta. En 1673 participó en un bautismo. En 1675, regresó a Corfú, donde vivió el resto de su vida. Murió el 16 de noviembre de 1692.

## Estilo de pintura
Algunos de sus cuadros escaparon de la tradicional maniera greca y exhiben formas más llenas y variaciones de color. Su obra Himno a la Virgen sigue la tradición griega y es comparable a la Crucifixión de Jesús de Andreas Pavias. Es evidente que ambos artistas intentan llenar el lienzo de figuras. Ambos cuadros siguen el estilo tradicional griego. Otro cuadro del pintor griego Georgios Klontzas, Toda la creación se regocija en ti, se parece mucho al Himno a la Virgen, donde la virgen está en el centro del icono y un sinfín de figuras ocupan el espacio icónico. Georgios Klontzas inspiró claramente la obra de Poulakis.
Es uno de los padres de la Escuela Heptana por su transición de estilos pictóricos. No siempre observa las líneas y formas tradicionales de la maniera greca. Sus cuadros Adán y Eva, el Arca de Noé y el Nacimiento de Isaac son ejemplos del periodo de transición de la escuela cretense al arte más refinado y sofisticado de la escuela heptana. Evidentemente, Miguel Damasceno experimentó con esta transición en su Última Cena, y Las Bodas de Caná 
Theodore Poulakis lleva a sus espectadores de la escuela cretense a la escuela heptana, pero Miguel Damasceno empezó a jugar con la idea cien años antes que Poulakis. El Greco nunca logró convertir la Escuela Cretense a sus transiciones estilísticas. Poulakis siguió pintando hasta el momento de su muerte.

## Galería

### Escuela cretense

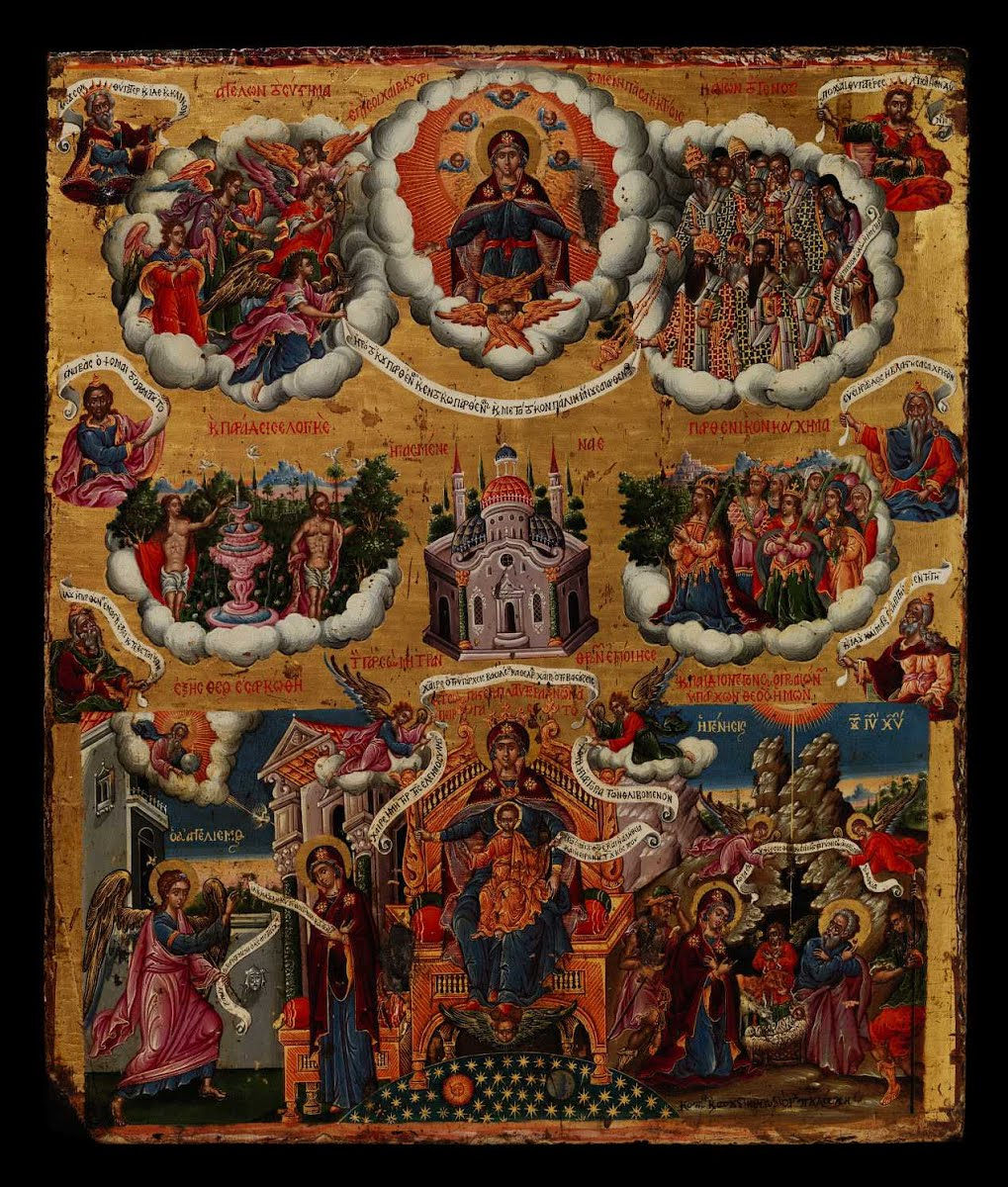
En Ti se regocija
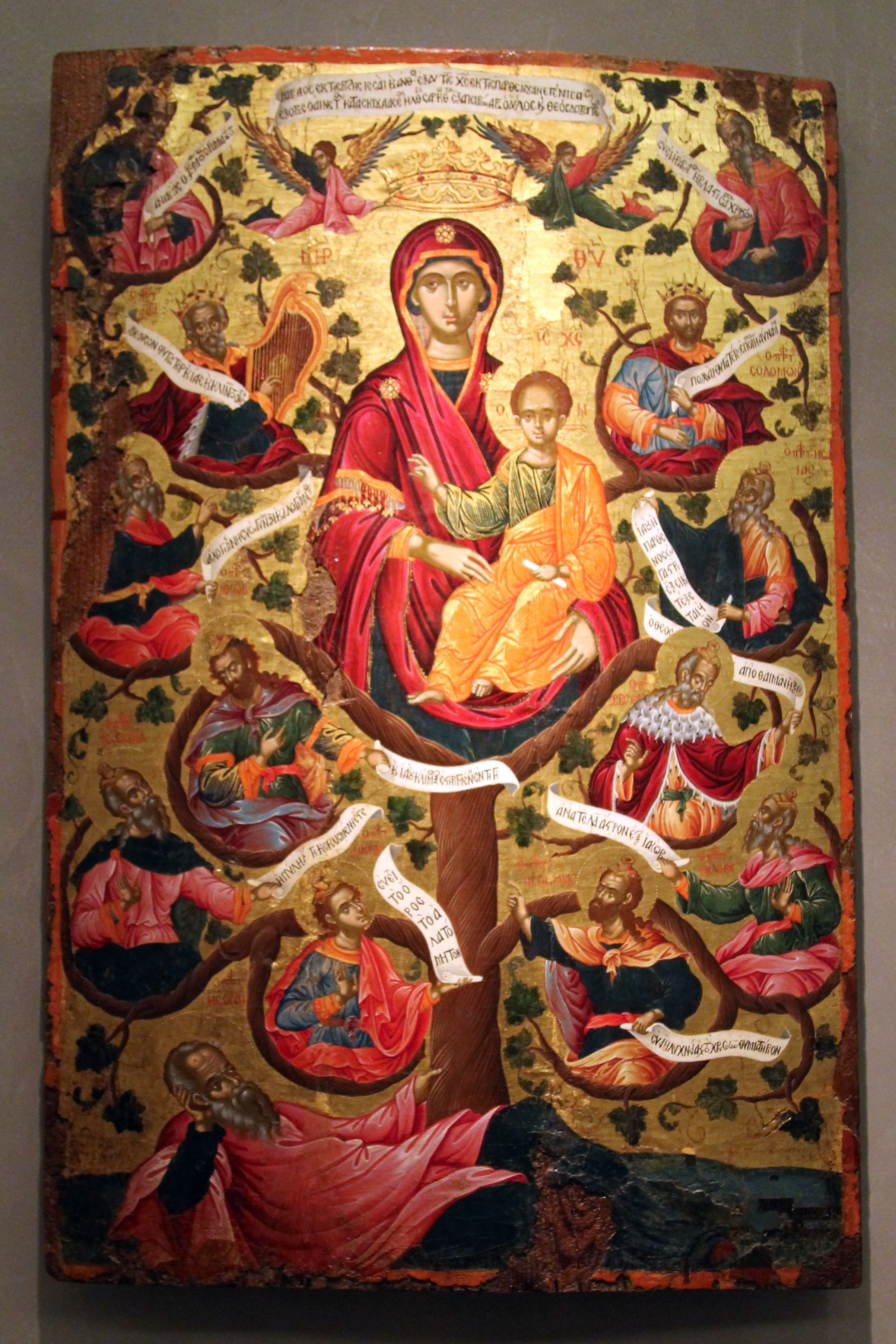
Virgen, Árbol de Jesé
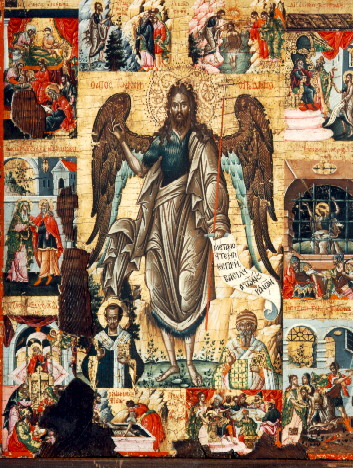
San Juan Bautista
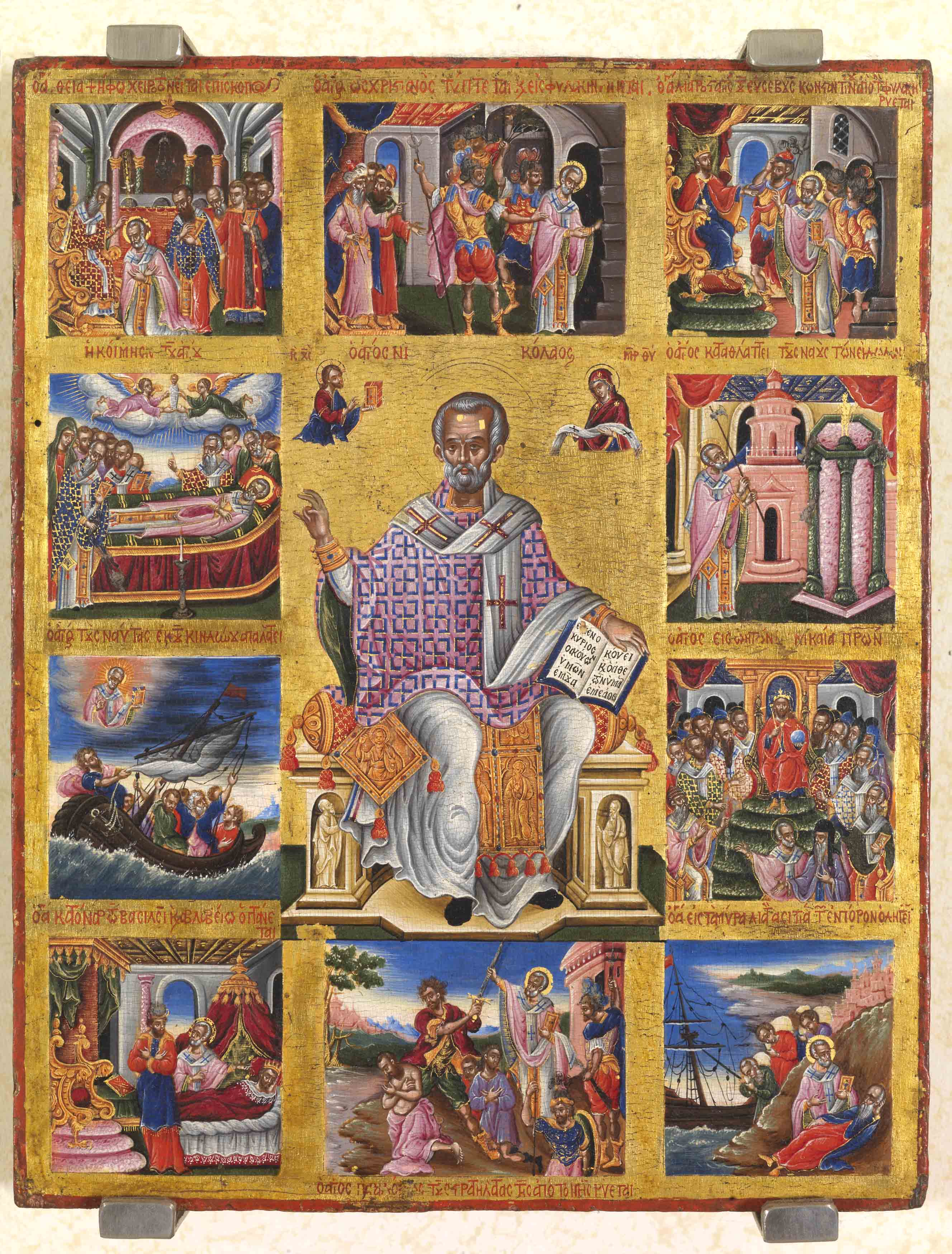
San Nicolás
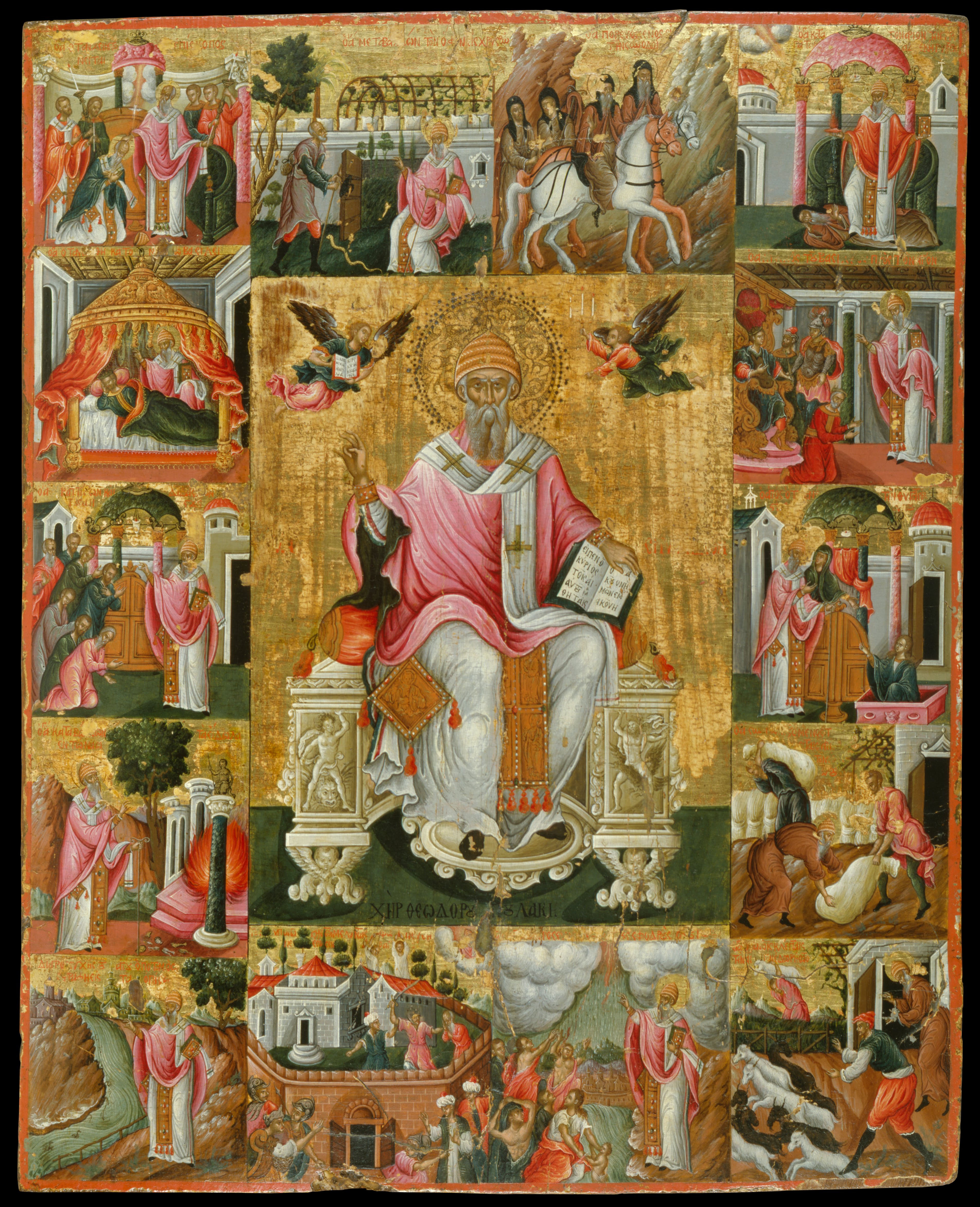
San Espiridón y escenas de su vida.
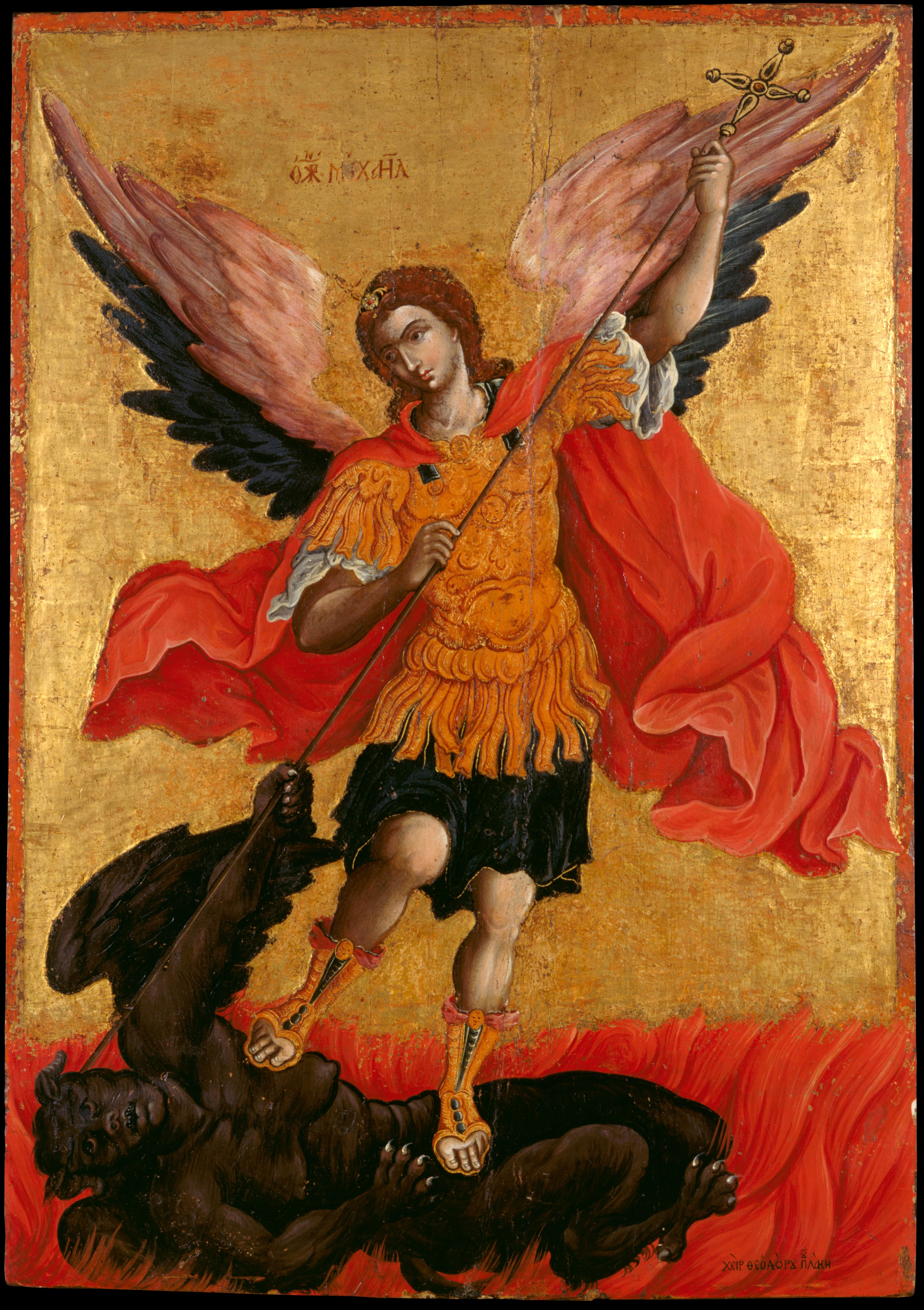
Arcángel Miguel
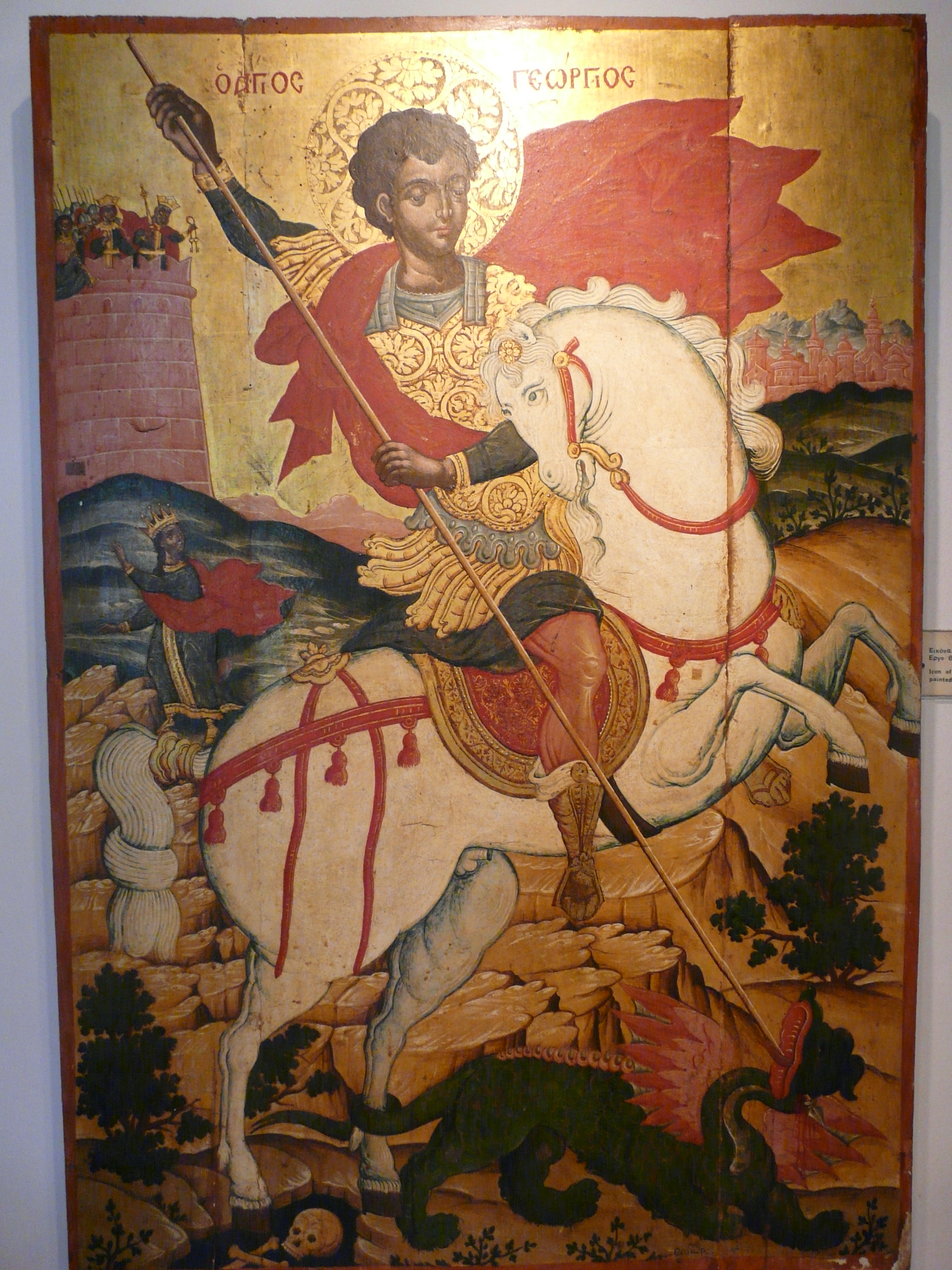
Monasterio de Palaiokastritsa, Corfú, Icono de San Jorge
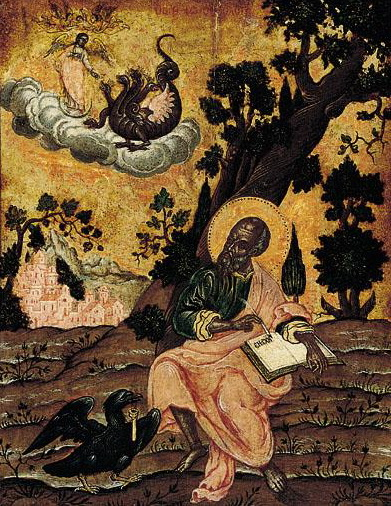
San Juan
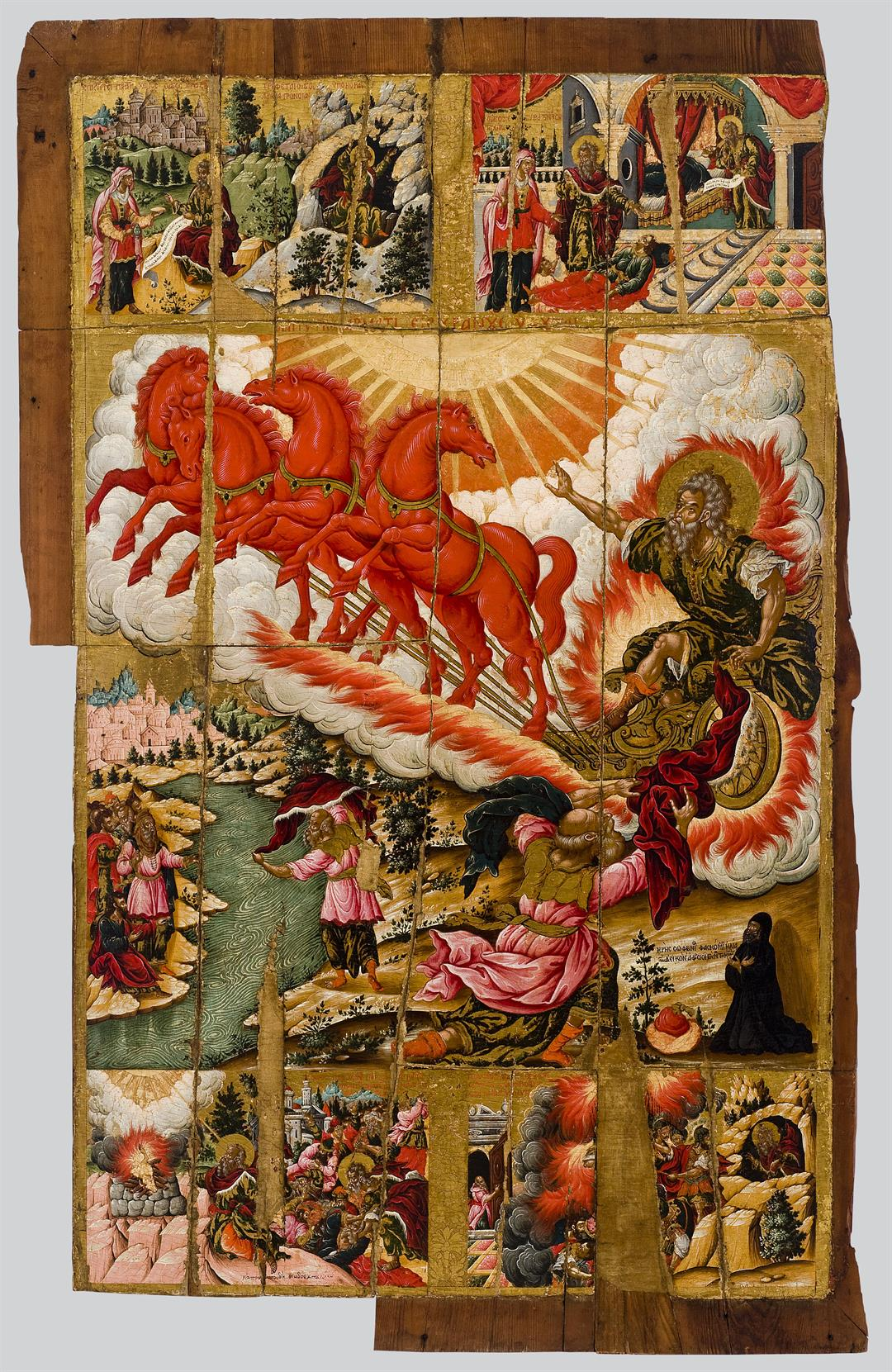
La Ascensión del Profeta Elías y Escenas de su vida.

### Escuela heptanesa

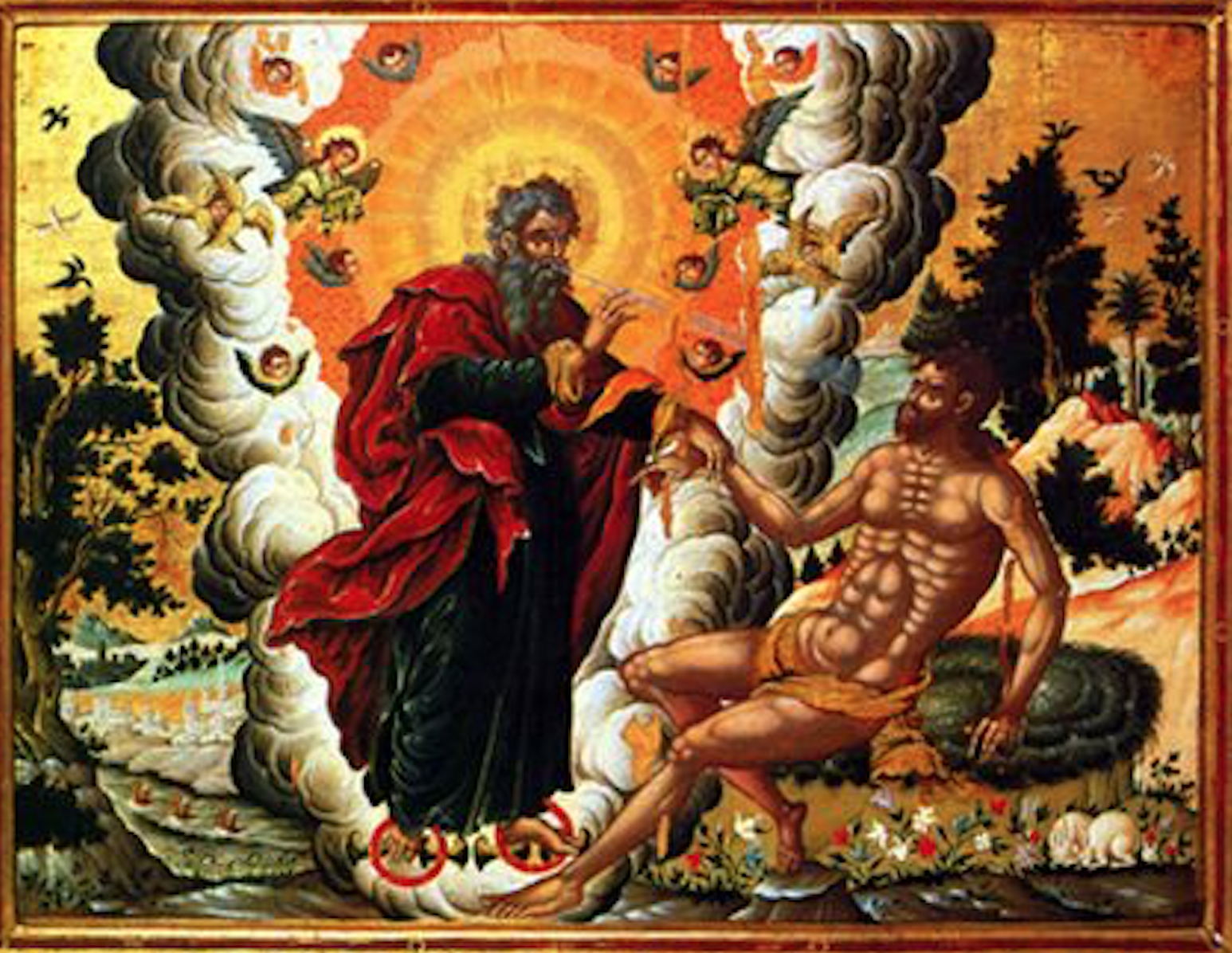
Dios crea a Adán
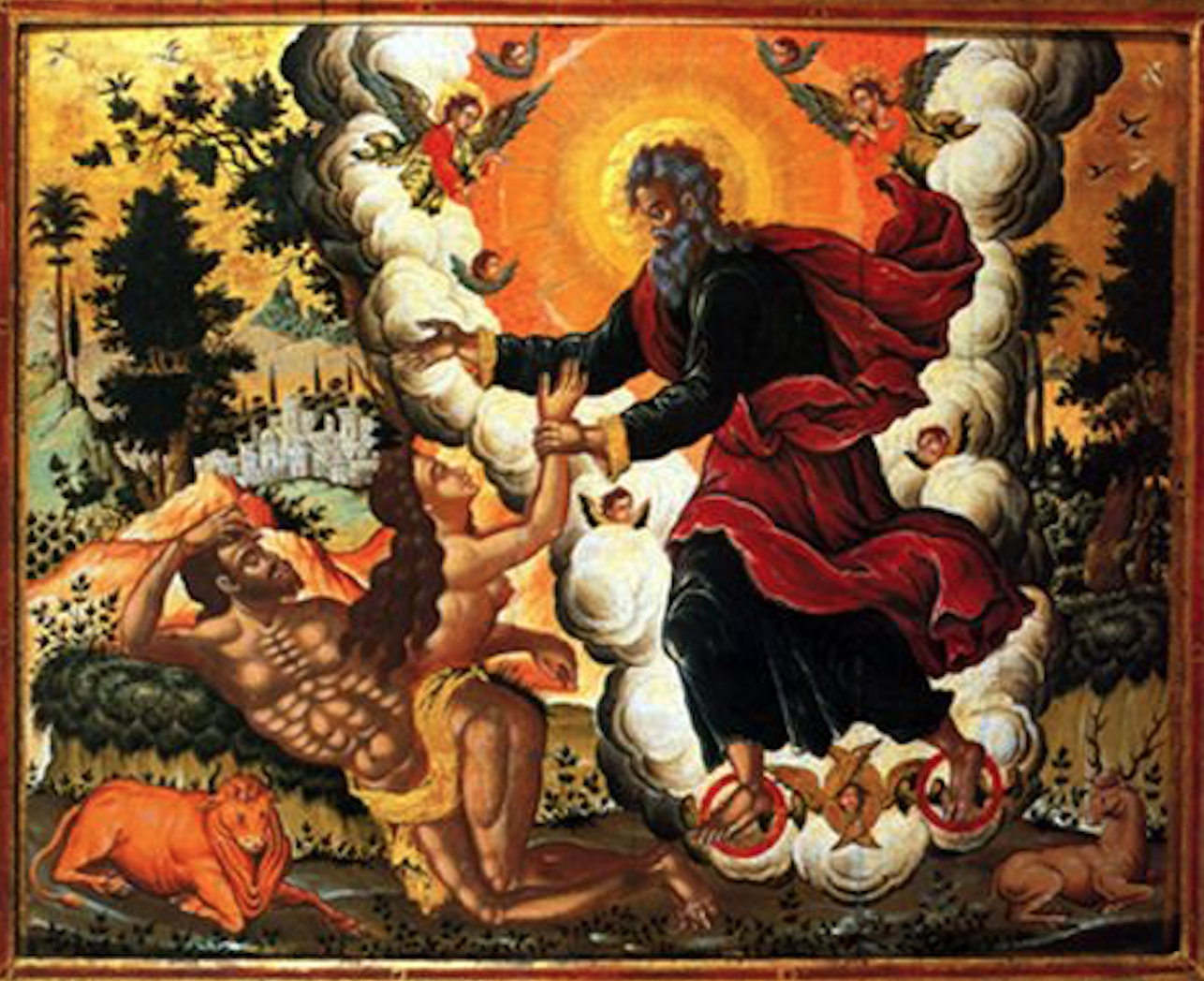
Dios crea a Eva
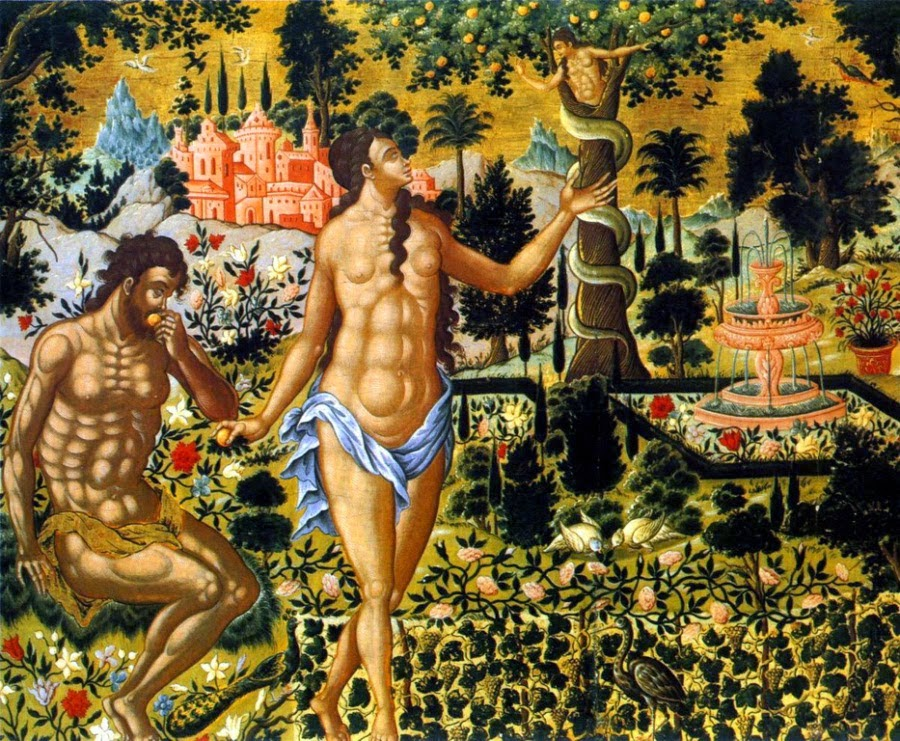
Adán y Eva
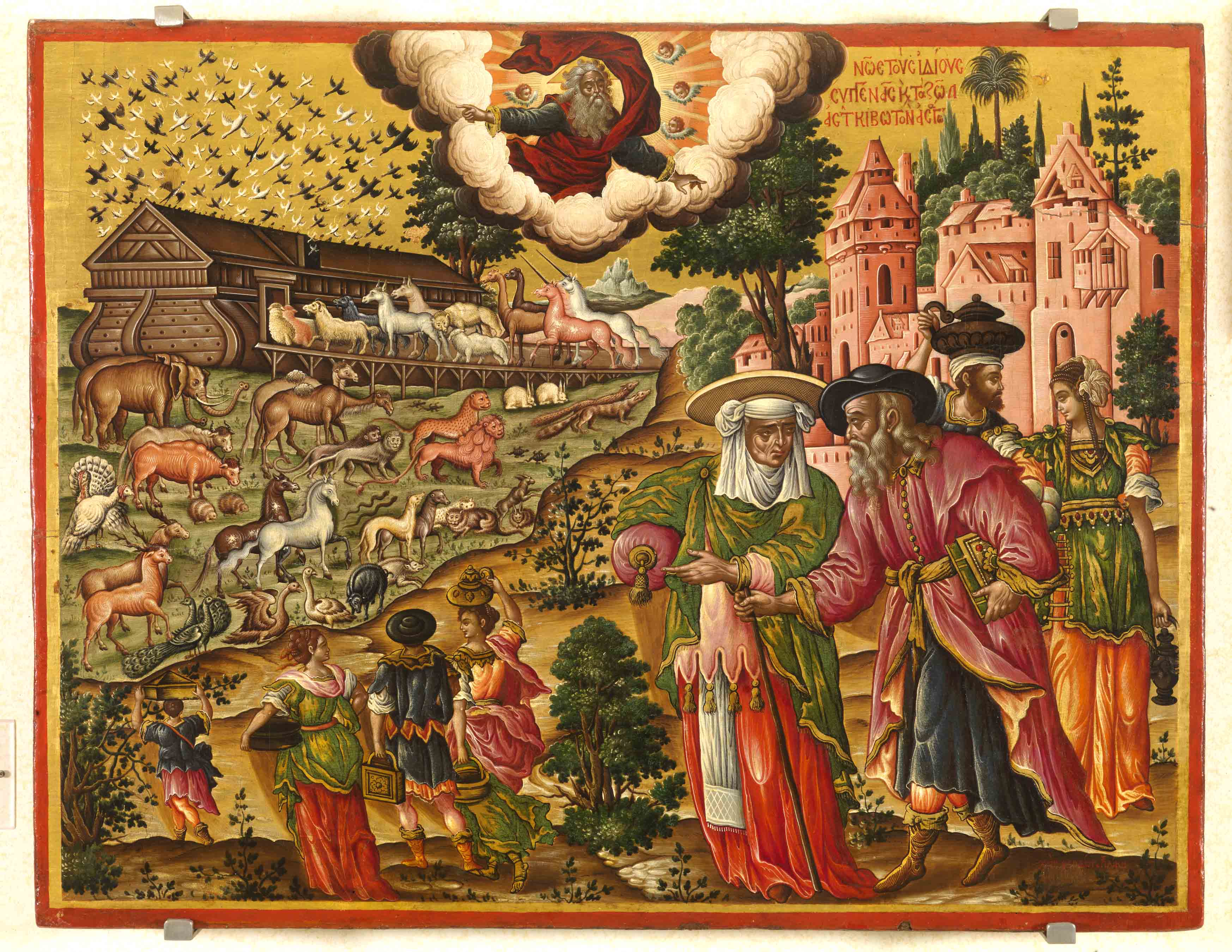
Arca de Noé
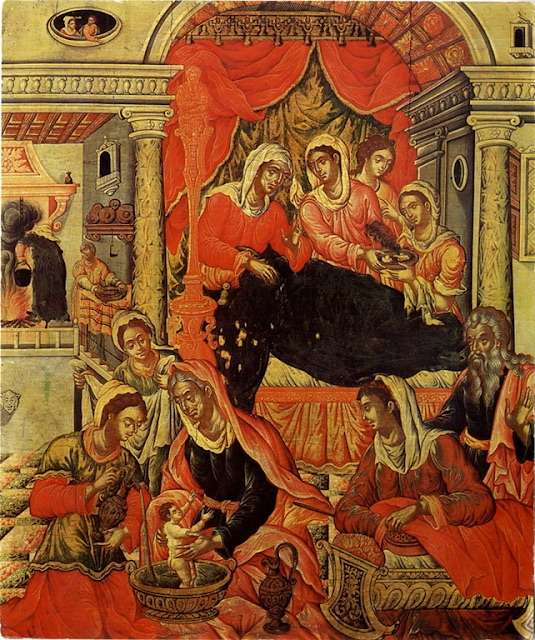
Nacimiento de Isaac
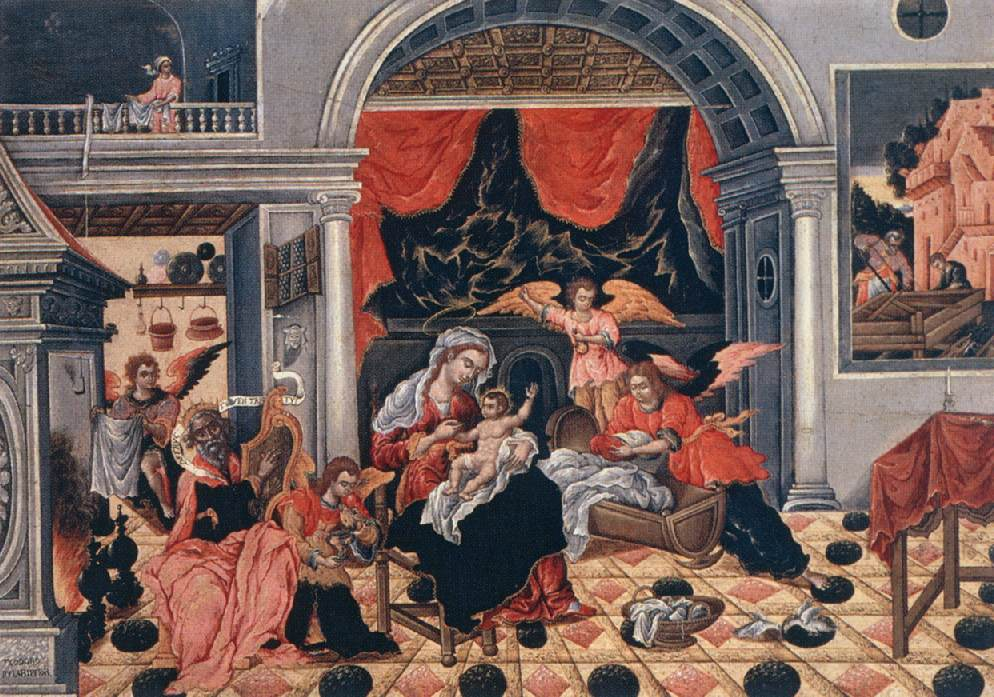
La Natividad de Cristo
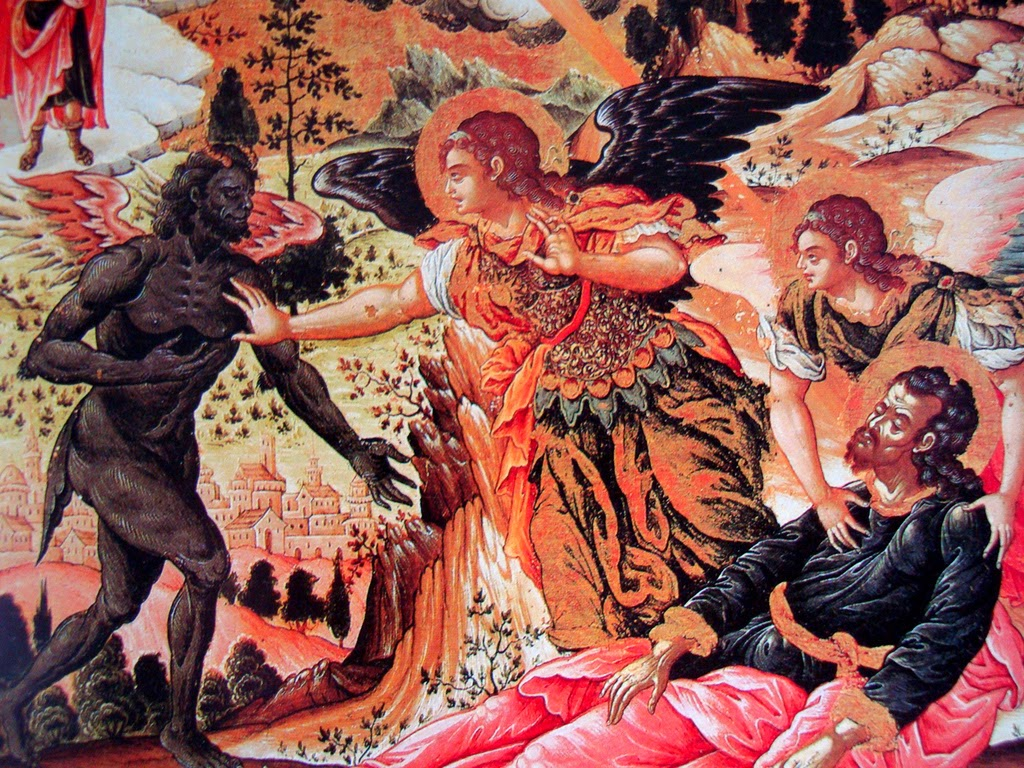
Muerte de Moisés

## Obras notables
- En ti se regocija (Poulakis)
- Adoración de José, Colección Sterbini Roma, Italia
- Colección Los Cuatro Caballeros del Apocalipsis de S. Amberg Suiza
- Onofre entronizado Livorno, Italia
- Juan el Bautista de niño Sotheby's Londres, Reino Unido
- Juan el Teólogo Lefkosia, Chipre
- Crucifixión, Colección de Abou-Adal Beirut, Líbano
- Todo se regocija en Ti Colección Privada España
- Arca de Noé (Poulakis)